# 国会汚物投擲事件

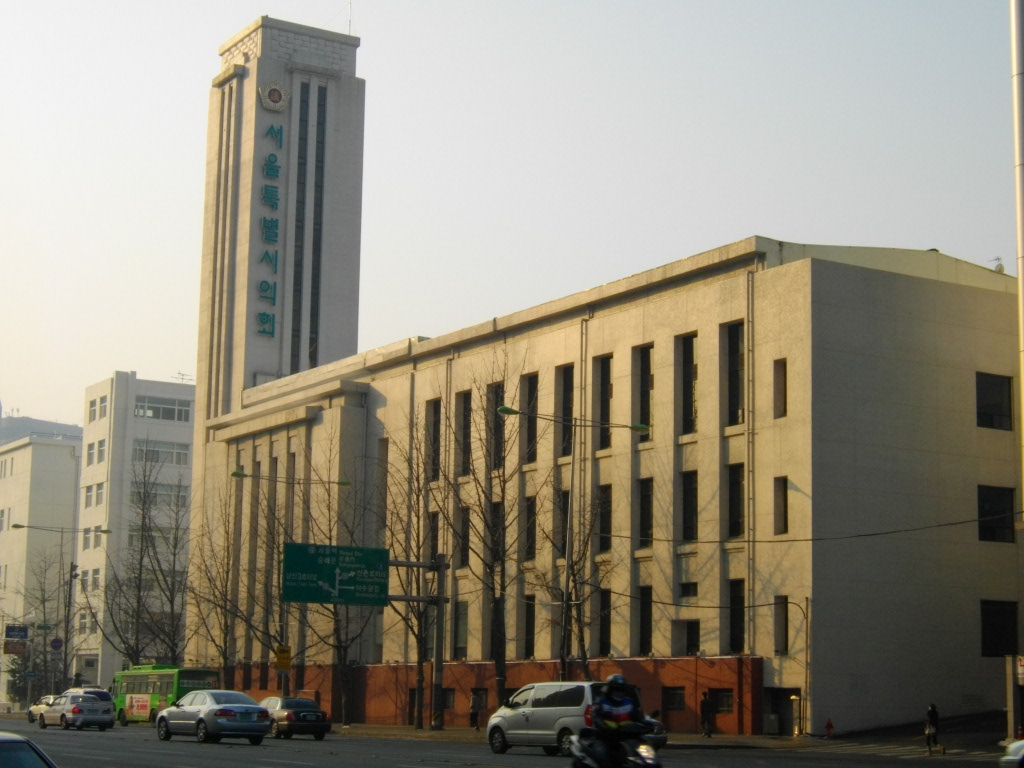
当時、国会議事堂として使用されていた旧・京城府民館。現・ソウル市議会庁舎。

国会汚物投擲事件（こっかいおぶつとうてきじけん、朝: 국회 오물투척사건）は、1966年9月22日に韓国肥料株式会社のサッカリン密輸事件について国会で質問していた金斗漢（韓国独立党）が、国務委員（日本の国務大臣に相当）に向かって、予め用意していた人糞を投擲した事件。

## 概要
1966年、三星財閥系列の韓国肥料株式会社が、尿素肥料工場の試運転に必要な補助資材と偽ってオルトトルエンスルホンアミドを日本から密輸し、それを原料とした人工甘味料サッカリンを市中に販売していたことが京郷新聞に報道され、政界と言論界を震撼させた。
密輸事件そのものは5月に発生し、6月に罰金刑が科されたことで、刑事上の処分については一区切りがついた。
しかし、当時の大統領・朴正煕が密輸を「五大社会悪」としていたこと、そして三星財閥系報道機関（中央日報・東洋放送）とライバル関係にある他の報道機関がこぞってこの事件を書きたてたことで、注目を浴びるようになった。
そして、密輸事件に関する対政府質問で金斗漢議員は質問の途上、国会議事堂においてあらかじめ準備して来たアルミ缶に詰めた汚物桶を開いて、国務委員席（大臣席）に座っていた丁一権（チョン・イルグォン、정일권）国務総理 ら数人の閣僚たちに向けて人糞を投げて糾弾し、与党共和党の国務総理をはじめとする首脳陣全員が内閣総辞職するという野党派議員としては前代未聞の怪挙を成すというクライマックスを迎えた。
この人糞投擲により金斗漢は逮捕され、西大門刑務所に収監され1966年に国会議員を辞職した。そして三星財閥の総帥・李秉喆も責任をとり、韓国肥料の株式を政府に献上して経営から身を退くことになった。